# آموزش در فضای باز

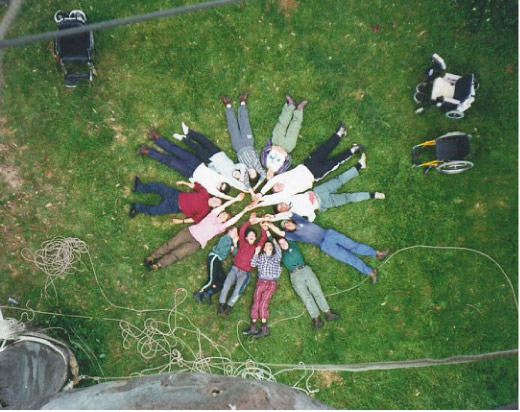
گروهی از شرکت‌کنندگان Outward Boundدارای ناتوانی جسمی پس از پایان دوره طناب‌زدن، تقریبا در سال ۱۹۹۶.

آموزش در فضای باز (به انگلیسی: Outdoor education)، یادگیری سازمان‌یافته‌ای است که در فضای باز انجام می‌شود. برنامه‌های آموزشی در فضای باز گاهی شامل تجربیات اقامتی یا سفری مبتنی بر بیابان می‌شود که در آن دانش‌آموزان در انواع چالش‌های ماجراجویانه و فعالیت‌های فضای باز، مانند پیاده‌روی، کوه‌نوردی، قایق‌رانی، دوره‌های طناب‌زنی و بازی‌های گروهی شرکت می‌کنند. آموزش در فضای باز بر اساس فلسفه، تئوری و شیوه‌های آموزش تجربی و آموزش محیطی است.

## هدف و چشم‌انداز
آموزش در فضای باز اهداف و شیوه‌های متنوعی دارد، اما همیشه شامل یادگیری، در درون و از طریق فضای باز است.